# Partito Repubblicano-Socialista
Il Partito Repubblicano-Socialista (in francese: Parti républicain-socialiste) fu un partito politico di orientamento socialdemocratico e riformista fondato in Francia nel 1911 su iniziativa di Jules Guesde, Jean Jaurès e René Viviani.
Si affermò come uno dei maggiori partiti della Terza Repubblica francese; insieme al Partito Repubblicano, Radicale e Radical-Socialista, alla Sezione Francese dell'Internazionale Operaia e ai Radicali Indipendenti prese parte al governo guidato da Édouard Herriot, Presidente del Consiglio dei ministri dal 1924 al 1925.
Dopo un periodo di crisi iniziato nel 1927, il partito si sciolse definitivamente nel 1934. Alcuni esponenti di tale soggetto politico avrebbero dato vita, nel 1946, al Raggruppamento della Sinistra Repubblicana.
| Controllo di autorità | VIAF (EN) 238771902 |